# Стівен Фортеш
Стівен Фортеш (порт. Steven Fortès / фр. Steven Fortès; нар. 17 квітня 1992, Марсель, Франція) — французький та кабовердійський футболіст, центральний захисник французького клубу «Кевії» та національної збірної Кабо-Верде.

## Клубна кар'єра

### Юнацькі роки в Марселі
Народився в Марселі в родині кабовердійців. Футбольний шлях розпочав у марсельському СМУК. Виступав у команді U-13, а потім на деклька місяців приєднався до «Монтредон Боннев'єн». Також на молодіжному рівні виступав за «Ла Кайолл U-19» та «Арль-Авіньйон». За молодіжну команду «Арль-Авіньйона» провів один сезон, після чого був переведений до резервної команди, яка виступала в Другому дивізіоні аматорського чемпіонату Франції та кубку Провансу. Завдяки вдалим виступам у другій команді у червні 2013 року підписав свій перший професіональний контракт.

### Виступи на професіональному рівні у Лізі 2
2 серпня 2013 року вже в першому турі Ліги 2 проти «Гавра» потрапив до стартового складу першої команди. Стівен швидко зарекомендував себе як основний центральний захисник команди та утворив тандем з Юнісом Абдельхамідом, але його становище змінилося після приходу до клубу досвідченого Гаеля Жіве. У жовтні та листопаді 2013 року майже не грав, але з грудня знову почав виходити в стартовому складі. За підсумками свого першого сезону на професіональному рівні зіграв 26 матчів у чемпіонаті та 2 поєдинки в національному кубку, що свідчило про новий курс «Арля-Авіньйона», спрямований на омолодження основного складу. Незважаючи на вдалий перший сезон у кар'єрі та чинний ще 2 роки контракт з «Арль-Авіньйоном», вирішив перейти до «Гавра», з яким підписав 3-річний контракт. Проте основною причиною переходу стало те, що Стівен помітив завершення контракту з провансальським клубом наприкінці сезону 2013/14 років, оскільки команда допустила помилку технічного формату. Дебютував за нову команду 15 серпня 2014 року в програному (0:1) поєдинку 3-го туру Ліги 2 проти «Ніора», в якому вийшов з лави запасних. Фортеш швидко став гравцем основного складу, завдяки чому привернув до себе увагу тренерів національної збірної. Загалом за команду у дебютному сезоні зіграв 29 матчів у національному чемпіонаті. У поєдинку 7-го туру проти «Діжону» видкрив рахунок у матчі (1:0), але «Гавр» всеж програв у вище вказаному матчі (1:2). У вище вказаному сезоні зіграв 32 матчі, відзначився 1 голом та був капітаном команди. Наступного сезону позбувся статусу капітана, зіграв у 25-ти з 38-ми матчах чемпіонату.

### Прорив у Лізі 1
На початку сезону 2017/18 років Стівен Фортес залишався вільним агентом. 21 червня 2017 року підписав контракт з представником Ліги 1, «Тулузою». У футболці «Тулузи» дебютував  1 квітня 2018 року в поєдинку 31-го туру проти «Олімпіка» (Ліон), в якому по ходу першого тайму замінив Крістофера Жульєна. До нової команди приєднався з травмою колінного суглобу, тому в своєму першому сезоні в новій команді провів 2 матчі. Наступного сезону також виходив на поле рідко, за півроку зіграв 4 матчі. Тому для отримання постійної ігрової практики почав пошуки нового клубу, де отримав би можливість перезапустити власну кар'єру.

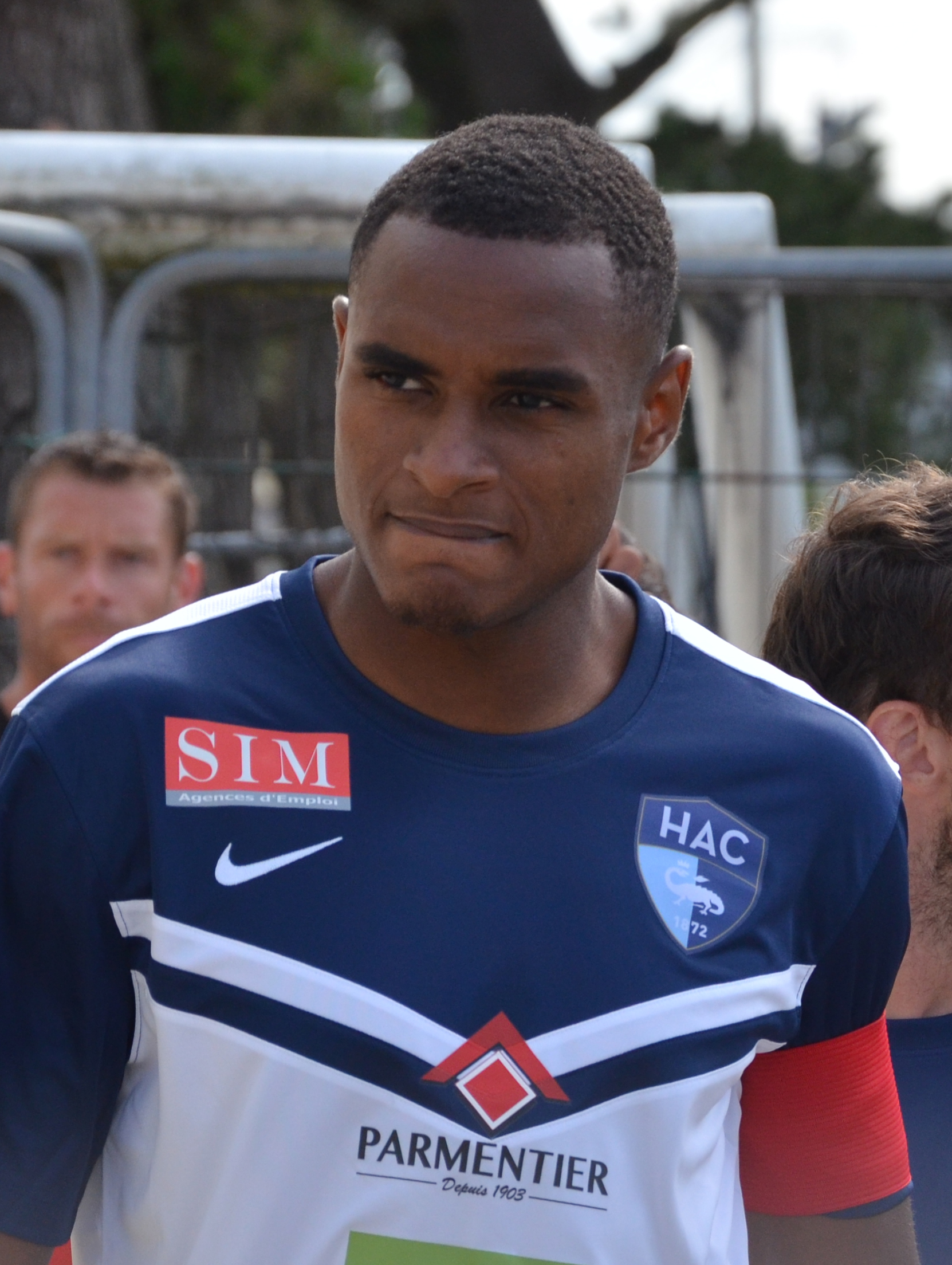
Стівен Фортеш у 2015 році.

22 січня 2019 року відправився в оренду до завершення сезону в «Ланс». 28 січня 2019 року дебютував у програному (0:1) поєдинку 22-го туру проти «Труа», в якому відіграв усі 90 хвилин. До завершення оренди відіграв у 15-ти матчах чемпіонату. У червні 2019 року підписав повноцінний контракт з «Лансом». У сезоні 2019/20 років був капітаном команди, але через травму меніска зіграв лише в 15-ти матчах чемпіонату. Після виходу «Ланса» в Лізі 1, але втратив місце в основі клубу.
Наприкінці серпня 2021 року відправився в оренду до «Остенде» з Ліги Жупіле. 10 вересня 2021 року в програному (0:3) поєдинку 7-го туру проти «Брюгге», в якому отримав дві жовті картки та був вилучений.

## Кар'єра в збірній
Завдяки вдалому другому професіональному сезоні в складі «Гавра», привернув до себе увагу головного тренера збірної Кабо-Верде Руя Агуаша, який викликав Стівена на товариський матч проти Португалії. Фортеш вийшов у вище вказаному матчі та допоміг команді перемогти з рахунком 2:0.

## Статистика виступів

### Клубна
Станом на 27 травня 2018.
| Сезон               | Команда             | Змагання            | Змагання | Змагання | Нац. кубок | Нац. кубок | Нац. кубок | Конт. кубок | Конт. кубок | Конт. кубок | Інші кубки | Інші кубки | Інші кубки | Загалом | Загалом |
| Сезон               | Команда             | Змаг                | Матчі    | Голи     | Змаг       | Матчі      | Голи       | Змаг        | Матчі       | Голи        | Змаг       | Матчі      | Голи       | Матчі   | Голи    |
| ------------------- | ------------------- | ------------------- | -------- | -------- | ---------- | ---------- | ---------- | ----------- | ----------- | ----------- | ---------- | ---------- | ---------- | ------- | ------- |
| 2013-2014           | «Арль-Авіньйон»     | Л2                  | 26       | 0        | КФ+КФЛ     | 0+1        | 0          | -           | -           | -           | -          | -          | -          | 27      | 0       |
| 2014-2015           | «Гавр»              | Л2                  | 29       | 0        | КФ+КФЛ     | 0+1        | 0          | -           | -           | -           | -          | -          | -          | 27      | 0       |
| 2015-2016           | «Гавр»              | Л2                  | 32       | 1        | КФ+КФЛ     | 0+1        | 0          | -           | -           | -           | -          | -          | -          | 33      | 1       |
| 2016-2017           | «Гавр»              | Л2                  | 25       | 1        | КФ+КФЛ     | 0+2        | 0          | -           | -           | -           | -          | -          | -          | 27      | 1       |
| Загалом за «Гавр»   | Загалом за «Гавр»   | Загалом за «Гавр»   | 86       | 2        |            | 4          | 0          |             | -           | -           |            | -          | -          | 90      | 2       |
| 2017-2018           | «Тулуза»            | Л1                  | 2        | 0        | КФ+КФЛ     | 0+0        | 0          | -           | -           | -           | -          | -          | -          | 2       | 0       |
| 2018-січ.2019       | «Тулуза»            | Л1                  | 3        | 0        | КФ+КФЛ     | 0+1        | 0+0        | -           | -           | -           | -          | -          | -          | 4       | 0       |
| Загалом за «Тулузу» | Загалом за «Тулузу» | Загалом за «Тулузу» | 5        | 0        |            | 1          | 0          |             | -           | -           |            | -          | -          | 6       | 0       |
| січ.-лип.2019       | «Ланс»              | Л2                  | 16+4     | 0        | КФ+КФЛ     | 0+0        | 0+0        | -           | -           | -           | -          | -          | -          | 20      | 0       |
| 2019-2020           | «Ланс»              | Л2                  | 15       | 0        | КФ+КФЛ     | 0+0        | 0+0        | -           | -           | -           | -          | -          | -          | 15      | 0       |
| 2020-2021           | «Ланс»              | Л1                  | 18       | 0        | КФ         | 2          | 0          | -           | -           | -           | -          | -          | -          | 20      | 0       |
| сер.2021            | «Ланс»              | Л1                  | 1        | 0        | КФ         | -          | -          | -           | -           | -           | -          | -          | -          | 1       | 0       |
| Загалом за «Ланс»   | Загалом за «Ланс»   | Загалом за «Ланс»   | 50+4     | 0        |            | 2          | 0          |             | -           | -           |            | -          | -          | 56      | 0       |
| 2021-2022           | «Остенде»           | Д1                  | 11       | 0        | КБ         | 2          | 1          | -           | -           | -           | -          | -          | -          | 13      | 1       |
| Усього за кар'єру   | Усього за кар'єру   | Усього за кар'єру   | 182      | 2        |            | 10         | 1          |             | -           | -           |            | -          | -          | 192     | 3       |

### У збірній
| Дата       | Місто            | Господарі  | Результат | Гості               | Турнір                                        | Голи | Примітки |
| ---------- | ---------------- | ---------- | --------- | ------------------- | --------------------------------------------- | ---- | -------- |
| 31-3-2015  | Ешторіл          | Португалія | 0 – 2     | Кабо-Верде          | товариський матч                              | -    | 46'      |
| 13-6-2015  | Прая             | Кабо-Верде | 7 – 1     | Сан-Томе і Принсіпі | Відбір до Кубка африканських націй 2017       | -    |          |
| 7-10-2020  | Андорра-ла-Велья | Андорра    | 1 – 2     | Кабо-Верде          | товариський матч                              | -    | 46'      |
| 10-10-2020 | Фару             | Кабо-Верде | 1 – 2     | Гвінея              | товариський матч                              | -    |          |
| 12-11-2020 | Прая             | Кабо-Верде | 0 – 0     | Руанда              | Відбір до Кубка африканських націй 2021       | -    |          |
| 17-11-2020 | Кігалі           | Руанда     | 0 – 0     | Кабо-Верде          | Відбір до Кубка африканських націй 2021       | -    |          |
| 30-3-2021  | Мапуту           | Мозамбік   | 0 – 1     | Кабо-Верде          | Відбір до Кубка африканських націй 2021       | -    |          |
| 13-11-2021 | Мінделу          | Кабо-Верде | 2 – 1     | ЦАР                 | Відбір до ЧС 2022                             | -    |          |
| 16-11-2021 | Лагос            | Нігерія    | 1 – 1     | Кабо-Верде          | Відбір до ЧС 2022                             | -    |          |
| 9-1-2022   | Яунде            | Ефіопія    | 0 – 1     | Кабо-Верде          | Кубок африканських націй 2021 - груповий етап | -    |          |
| 13-1-2022  | Яунде            | Кабо-Верде | 0 – 1     | Буркіна-Фасо        | Кубок африканських націй 2021 - груповий етап | -    | 90+2'    |
| 17-1-2022  | Яунде            | Камерун    | 1 – 1     | Кабо-Верде          | Кубок африканських націй 2021 - груповий етап | -    | 82'      |
| 25-1-2022  | Бафусам          | Сенегал    | 2 – 0     | Кабо-Верде          | Кубок африканських націй 2021 - 1/8 фіналу    | -    |          |
| Усього     |                  | Матчів     | 13        |                     | Голів                                         | 0    |          |

## Титули і досягнення
«Ланс»
- Ліга 2
  -  Чемпіон (1): 2020